# Andrães
Andrães es una freguesia portuguesa del concelho de Vila Real, con 20,48 km² de superficie y 1.511 habitantes (2001). Su densidad de población es de 73,8 hab/km².